# خوزه ماریا الوریه‌تا
خوزه ماریا اِلوریه‌تا (اسپانیایی: José María Elorrieta‎؛ ‏ ۱ فوریه ۱۹۲۱ – ۲۲ فوریه ۱۹۷۴) فیلم‌نامه‌نویس و کارگردان فیلم اهل اسپانیا بود.
از فیلم‌ها یا مجموعه‌های تلویزیونی که وی در آن‌ها نقش داشته است، می‌توان به خشم آپاچی اشاره نمود.